# Ксанти
Ксанти, Скеча или Скече (на гръцки: Ξάνθη, Ксанти, на турски: İskeçe, Искече) е град в Североизточна Гърция, област Източна Македония и Тракия, център на дем Ксанти. Намира се в Беломорска Тракия, в подножието на Руен планина (част от южните склонове на Родопите).
Старото българско име на града е Царево. Ксанти, заедно с Гюмюрджина (Комотини) и Дедеагач (Александруполи), е сред главните градове на историческата област Западна Тракия.
Населението на Ксанти е 65 133 души към 2011 г. При преброяването през 1991 година 700 души сред българоезичните мюсюлмани, жители на града, са се самоопределили като помаци.
Градът е център и на Ксантийска и Перитеорийска епархия на Гръцката православна църква.

## География
Ксанти е разположен в северозападната част на Ксантийското (Енидженското) поле, в югоизточното подножие на малката планина Руен. През него протича река Върба (Скечанска) (на гръцки: Κόσυνθος, Косинтос на турски: Eskidje, Eскидже), на източния ѝ бряг е разположен квартал Самоков (Σαμακώβ, Самаков), над който е манастирът „Света Богородица Архангелска“ (на гръцки: Παναγία Αρχαγγελιώτισσα, Панагия Архангелиотиса).

## История
Царево е историческото българско име на града, свързано със севастократор Момчил, главен град на чиито владения е бил.
Известия за съществуването на Ксанти (Ξάνθη), или Ксантия (Ξάνθεια), датират от 879 г. пр. Хр. Градът започва като малко селище и изпитва всички превратни периоди от историята на Тракия, като плячкосвания, бедствия, етнически конфликти, граждански войни. Населението на Ксанти след голямата чумна пандемия от 1347 г. се свело до незначителен брой градски жители. При тази ситуация османските турци завземат региона. В резултат на това османците колонизират областта със заселници от вътрешността на Мала Азия, като създават Йенидже, докато Ксанти си остава главно православен.
До 1715, Ксанти, както и Йенидже, стават известни с високото качество на произвеждания тютюн. Много чуждестранни пътешественици преминават през региона и описват живота и трудностите на местното население. Търговията с тютюн в цяла Европа води Ксанти до просперитет. През март и април 1829 година две земетресения буквално сравняват града със земята, въпреки това изиграват решаваща роля за по-нататъшно му развитие. През 1870 година Йенидже е изгорен до основи и по този начин всичката търговия и услуги се прехвърлят към Ксанти, който по онова време имал население от около 10 000 жители.
Александър Синве („Les Grecs de l’Empire Ottoman. Etude Statistique et Ethnographique“), който се основава на гръцки данни, в 1878 година пише, че в Ксанти (Xanthi), център на Ксантийска епархия, живеят 2160 гърци.
През 1891 г. е прокарана железопътна линия в близост до града, което води до продължаващо икономическото развитие и основаване на училища и търговски представителства в региона.
В 1899 година Васил Докторов и Янаки Паскалев основават в Ксанти революционен комитет на ВМОРО, чийто център е Габровският хан на Докторов. В комитета влизат даръдеренците братя Никола и Димо Хекимови, Костадин Марков и Георги Лазаров Пачилов, Гиню и Стоян Ализотови от Манастир, Васил Петков от Хаджилар, Иван Заимов, Стоян Кюсето и други. През май 1902 година в града избухва афера, вследствие на която за четири месеца са арестувани мнозина българи, сред които дейците на ВМОРО Георги Л. Пачилов, Братя Илия и К. Малашеви, Лазар Пиров, Щерю Бацелов-Чукура, Георги П. Малашев, Кирко Ерменлиев, Апостол Джерхаров.
През пролетта на 1908 година властите отново разбиват дейността на ксантийския комитет на ВМОРО. Арестувани са 20 души членове на комитета и са конфискувани 300 лири комитетски пари. Българската църква е изгорена от гръцка банда. Анастас (Ташко) Наумов и Александър Вулев, упълномощени от българското правителство да издействат от властите покровителство на завръщащите се на работа българи, са убити.
В телеграма изпратена от страна на българската община в Скеча на 14 януарий 1909 г. до председателя на Парламента по спорните черкви и училища в Македония и Одринско пише:
| „ | Ние Скеченските отомански българи на брой три хиляди души, които припознаваме Българската екзархия, от дванадесет години насам, оставаме без черква и без свещеник. В началото на м. септем-врий 1897 год. Екзархията ни беше назначила за свещеник йеромонах Кирил, който на 10 същия месец биде интерниран от правител-ството по искането на Скеченския гръцки владика. Нея зима отец Кирил прекара в Гюмурджина и на следующата година през април по наша покана той пак дойде в Скече, гдето беше прекарал до 27 юлий същата година. Обаче по искането на гръцкия владика и на гръцкото население в града, правителството изпрати на 27 юлий жандарми, които насила изкараха отец Кирила из къщата на Киряк Кудов и го закараха в правителствения дом, а оттам на станцията, за да бъде интерниран; обаче развълнуваното българско население, на брой до 2000 души се застъпи за своя свещеник и го повърна в града. След три дена отец Кирил ненадейно беше задигнат от жандармите и откаран на станцията. Тоя път вече той биде интерниран и, без да се спре някъде, отиде направо в Цариград. На 15 август същата година отец Кирил пак се завърна от Цариград в града ни. Срещу 130 лири, събрани от населението, купи се една къща на името на отец Кирил, за да служи временно като параклис. През месец ноемврий същата година почна да се извършва служба в гореказания параклис. Но на 20 декемврий по искането на гърците параклисът биде затворен и свещеникът изпъден. След тези непоносими неправди, още един път отец Кирил не се завърна. Ето от това време насам, ние отоманските българи останахме без черква и без поп. На 22 юний 1904 год. отец Кирил, като беше назначен за Гевгелия, минавайки от Цариград за местоназначението си, отби се в града ни, за да се види с някои свои приятели. Той беше гост на г-н Киряк Кудов. На 23 юний около 2000 души гърци нападнаха къщата на Кудова и изпочупиха прозорците, като викаха „долу“ (като). Седем души гърци влязоха в къщата, завлякоха на сила отец Кирила и го изкараха вън. Гръцките паликарета искаха да заведат отец Кирила през пътя над турските гробища в Гръцката митрополия, за да го изтезават, но минавайки пред вратата на правителствения дом, те били разпръснати от жандармите и отец Кирил бил отърван. За всички тия унижения и обиди ние протестирахме пред валията, но нищо не последва. На 9 март миналата година гърците се опитаха да подпалят параклиса, но се предотврати злото навреме. Макар да знаем, че е неприятно за свободните граждани на тая страна да слушат още да се говори за неправдата и тиранията на стария режим, но ние мислим, че трябва тая неправда още веднаж да се изтъкне, за да не се повтаря вече още един път. След като прогласената конституция на 10 юлий осигури пълно равенство между всички отомани, без разлика на вяра и народност, ние решихме да отворим затворената ни от бившия тиранически режим черква през цели 12 години, и за тая цел поканихме на 26 юлий свещениците Иван и Павел от Гюмурджина. Поканените свещеници дойдоха, но каймакаминът им забрани да служат, като им каза, че трябва за това те да получат разрешение от валията. Свещениците се завърнаха в Гюмурджина и чрез мутесарифина издействуваха разрешение от валията, за да служат в Скече. Обаче поп Павел, щом дойде в Скече, стана предмет на най-големи обиди от страна на гърците, които му викаха „като“. На 5 август същата година правителството ни съобщи, че не може да ни защити, за това ние се отнесохме до Комитета „Обединение и Напредък“. Но като видяхме, че и от него нищо не се направи, ние по неволя решихме да потърпим до откриването на Парламента. Сега вече се осмеляваме да изложим своите болки и оплаквания до Парламента, който е открит и заседава за чест и слава на отоманския народ. Молим в името на отоманството и справедливостта, да се вземат предвид големите онеправдания, на които сме изложени и да ни се разреши отварянето на черквата ни. Киряк Кудов, Димитър Агов, Костандин Марков, Марин Козмов, Наки Паскалев, Лазар Екимов. | “ |

### Балкански войни
На 7 ноември 1912 година Родопският отряд на ген. Стилиян Ковачев освобождава Ксанти, през Междусъюзническата война градът на 13 юли 1913 година за кратко е окупиран от гръцката армия. Малко след това, на 28 юли (10 август) 1913 г. с Букурещкия договор, сложил край на Междусъюзническата война, Ксанти и Западна Тракия попадат под български суверенитет. Българското правителство прави редица инвестиции в инфраструктурата на областта. Построена е железопътната линия, свързваща Пловдив с Бяло море, както и редица училища и здравни заведения. След Ньойския договор след Първата световна война, Ксанти заедно с цялото Беломорие на 5 май 1920 г. е даден от Антантата на Гърция.

### Втора световна война (1941 – 1945)
В резултат на успеха на операция Марита в 1941 г. Гърция капитулира. На 20 април 1941 г. Втора армия заема беломорската област и тя отново е българска. С акт на Народното събрание градът заедно с Беломорието пак стават част от България. Ксанти става административен център на българската област Беломорие. Тук се установява и щабът на Втора българска армия.
По примирието със съюзниците към 17 ноември 1944 г. българските войски са оттеглени. Предаден е на Гърция с Парижкия мирен договор на 10 февруари 1947 г. В 1972 г. гръцките власти планират да унищожат знаковата Часовникова кула на Ксанти построена от българомохамеданина Хаджи Емин Ага през 1870 г., това предизвиква големи протести на местните мюсюлмани и символът на Ксанти оцелява.

### Съвременна епоха
Ксанти е живописен родопски град, богат на история, традиции и обичаи, както и с много атракции за посетителите (включително и в околните територии). Струва си да се посети градът по време на карнавала (Καρναβάλι) на Сирни заговезни (февруари или март, предвид променящите се дати), както и по време на фестивала на Стария град (Γιορτές Παλιάς Πόλης) (началото на септември). Друга известна атракция в Ксанти е пазарът (Παζάρι), състоящ се всяка събота. Ксанти е известен също и като „градът на хилядите цветове".

## Побратимени градове
- Гифхорн, Германия
- Смолян, България

С Рудозем, България има установени контакти и сътрудничество.

## Личности
Родени в Ксанти
- Атанас Михайлов Милчев, български военен деец, капитан, загинал през Втората световна война[17]
- Васка Аргирова Гарчева – Живка (1918 – 1944), българска партизанка, ръководител на бойна група[18]
- Величко Николов (Георгиев) (1917), български военен деец, генерал-лейтенант[19]
- Георги Кръстев Мавров – Христо (1919 – 1944), български партизанин[18]
- Коста Стаматов Михалев (1921 – 1944), български партизанин[18]
- Маргарита Борисова Сълплиева (22 май 1918 - ?), завършила в 1942 година право в Софийския университет[20]
- Михаил Паскалев (1913 - 1976), български дипломат
- Надежда Георгиева Николова (6 октомври 1917 - ?), завършила в 1941 година немска филология в Софийския университет[21]
- Стефан Асенов Аврамов (4 януари 1919 - ?), завършил в 1941 година право в Софийския университет[22]
- Цветана Божова (1883 – 1912), българска книжарка

Починали в Ксанти
- Иван Петров Винаров, български военен деец, санитарен подпоручик, доктор, загинал през Междусъюзническата война[23]
- Илия Хаджигеоргиев (1882 – 1909), български търговец и благодетел
- Коста Веселинов (1908-1942), български комунист и деец на ВМРО (обединена)
- Петър (Пенчо) Станев Медникаров, български военен деец, майор, загинал през Първата световна война[24]
- Стефан Василев Фортуков (Фортунов), български военен деец, поручик, загинал през Първата световна война[25]
- Янаки Паскалев (1863 – 1933), български революционер